# Acquedotto di Pegões
L'Acquedotto di Pegões è stato costruito con lo scopo di fornire l'acqua al Convento dell'Ordine di Cristo presso Tomar, in Portogallo. La lunghezza è di circa 6 km.
La sua costruzione iniziò nel 1593, sotto il regno di Filippo I del Portogallo, sotto la direzione di Filippo Terzi (architetto del regno) e fu completata nel 1614 da Pedro Fernando de Torres.
L'acquedotto ha 58 archi a tutto tondo, nel punto più alto, su 16 archi ogivali sostenuti su pilastri. La sua altezza massima è di 30 metri. Alle estremità presenta case a volta, che hanno al centro, un grande lavello per la decantazione dell'acqua.
È stato classificato da IGESPAR come monumento nazionale dal 1910.